# اولبراخچیتسه (استان اوپوله)
اولبراخچیتسه (به لهستانی:  Olbrachcice) یک روستا در لهستان است که در گمینا بیاوا (استان اوپوله) واقع شده‌است.